# Legislazione antimagnatizia
Per leggi antimagnatizie si intendono quei provvedimenti che furono adottati in alcuni comuni italiani contro i magnati o grandi, ovvero il ceto nobiliare cittadino. I più famosi furono gli Ordinamenti di Giustizia fiorentini.

## Contesto storico
Nel corso del XIII secolo in molti comuni crebbe il peso politico del Populus, spesso entrando in contrasto con l'aristocrazia urbana che fino a quel momento deteneva le redini del governo cittadino (i milites). Ciò portò inizialmente all'istituzione di nuovi organi politici che facevano riferimento al Popolo, in particolare il capitano del popolo; successivamente, la pars populi riuscì in molte città ad inserirsi nel governo comunale, arrivando a ricoprire incarichi nei vertici istituzionali.
Gli organismi di Popolo, e i regimi popolari nei comuni dove questi si affermarono, si caratterizzarono per un notevole sviluppo dell'attività giudiziaria. La legislazione comunale venne potenziata, molti ambiti vennero inquadrati e disciplinati da nuove norme e istituzioni, e furono introdotte anche misure repressive e di controllo. Queste politiche di rafforzamento non solo consolidavano la legittimità del potere pubblico, ma avevano il preciso scopo di contrastare le violenze e i soprusi delle famiglie nobiliari cittadine.
Dunque, a partire dagli anni Sessanta del Duecento in molti comuni italiani si assistette ad un progressivo ricorso alle pratiche di esclusione politica delle fazioni sconfitte e in particolare delle famiglie aristocratiche. L'applicazione di severe norme giudiziarie fu determinante nel ridurre lo strapotere della classe nobiliare, che si vide in questo modo privata di numerosi diritti e privilegi di natura politica e fiscale, tra cui anche la possibilità di costruire torri e avere clientele armate al seguito. Tra questi provvedimenti troviamo in primo piano le cosiddette leggi antimagnatizie.

## Descrizione
Scopo delle leggi antimagnatizie era controllare e sanzionare i comportamenti prevaricatori di determinate famiglie, le quali venivano individuate come potenzialmente pericolose e i cui membri erano definiti con diversi termini, come "magnati", "grandi" o nobiles. Queste casate, registrate in apposite liste, spesso erano eredi dell'aristocrazia consolare e dei milites che ancora reggevano i comuni all'inizio del Duecento.
I provvedimenti adottati contro i magnati erano diversi da città a città, ma generalmente riguardavano forme di controllo e limitazione dei diritti politici: ad esempio venivano fatti giurare di non partecipare a disordini, oppure venivano aumentate le pene nel caso si rendessero protagonisti di omicidi o violenze, fino ad arrivare all'emarginazione dalla vita politica e al divieto di esercitare incarichi pubblici. Non in tutti i comuni però vennero emanati provvedimenti contro la classe aristocratica, come ad esempio a Milano, dove la famiglia nobile dei Visconti assunse il potere appoggiandosi al Popolo.
Tuttavia, in un secondo momento gli aspetti più aspri e duri delle leggi antimagnatizie vennero allentati. Ai magnati venne concesso infatti di poter partecipare alla vita politica del comune se fossero scesi a compromesso, per esempio iscrivendosi ad una corporazione, oppure cambiando cognome e insegna araldica e accettando di passare sotto la pars populi. In questo modo, gli ordinamenti antimagnatizi si configuravano come uno strumento di disciplinamento politico più che come vere e proprie liste di proscrizione, e parecchie casate poterono così ritornare nella scena politica cittadina.

### Bologna
Il comune di Bologna nella seconda metà del Duecento era in mano alla parte guelfa, guidata dal proconsole dei Notai Rolandino de' Passaggeri; qui i provvedimenti contro ghibellini e magnati assunsero un carattere molto duro.
Tra il 1282 e il 1284 vennero infatti emanati gli Ordinamenti sacrati e poi gli Ordinamenti sacratissimi, provvedimenti eccezionali che esclusero le famiglie ghibelline e magnatizie dall'esercizio di qualsiasi potere politico. Tuttavia, dopo il 1292 i principî di questi ordinamenti furono attenuati, e vennero utilizzati principalmente in funzione antighibellina.

### Firenze
Nella Repubblica di Firenze la legislazione antimagnatizia fu dettata sia dall'esigenza di pacificazione interna che dalla volontà di contrastare il potere delle grandi famiglie aristocratiche. Questo rinnovo socio-politico del comune fiorentino andava di pari passo con la ristrutturazione degli organi istituzionali e dell'amministrazione pubblica.
Gli Ordinamenti di Giustizia, fortemente voluti da Giano Della Bella nel 1293, furono il punto di arrivo di questo impegno legislativo. Vennero stilate le liste delle famiglie magnatizie, individuate secondo due criteri fondamentali: la dignità cavalleresca, propria dei milites, e la "pubblica fama" che permetteva di includere le famiglie benestanti assimilabili alla nobiltà urbana. I magnati così individuati non potevano più essere eletti ai vertici politici del comune, e altre limitazioni vennero aggiunte per difendere il Popolo dalle violenze dei grandi.

### Prato
A Prato delle leggi antimagnatizie vennero emanate nel 1292, dette Ordinamenti sacrati e sacratissimi.

### Siena
Nella Repubblica di Siena misure contro l'aristocrazia vennero emanate tra il 1267 e il 1277. In questi provvedimenti si impediva l'accesso alle cariche politiche ai ghibellini e ai membri dei casati, elencati per un totale di cinquantasei nell'elenco del 1277, poi aumentati a sessantotto tra il 1337 e il 1339. La legislazione antimagnatizia permise di confermare alle redini del governo la parte guelfa e i rappresentanti eminenti del popolo, in particolare il ceto mercantile.
Così, tra il 1292 e il 1355 Siena venne retta dal Governo dei Nove, espressione politica del popolo grasso dedito alle attività commerciali e finanziarie; nonostante ciò le famiglie aristocratiche, pur escluse dalle istituzioni comunali, non furono totalmente private del proprio potere, e nella seconda metà del XIV secolo i loro diritti politici e giuridici furono ripristinati.